# Bakhtiarpur
Bakhtiarpur är en ort i Indien.   Den ligger i distriktet Patna och delstaten Bihar, i den nordöstra delen av landet, 900 km öster om huvudstaden New Delhi. Bakhtiarpur ligger 53 meter över havet och antalet invånare är 32 288.
Terrängen runt Bakhtiarpur är mycket platt. Runt Bakhtiarpur är det mycket tätbefolkat, med 1 221 invånare per kvadratkilometer. Närmaste större samhälle är Harnaut, 9,7 km söder om Bakhtiarpur. Trakten runt Bakhtiarpur består till största delen av jordbruksmark.